# فريدة (الوضيع)

تعديل مصدري - تعديل

فريده هي إحدى قرى عزلة  الوضيع بمديرية الوضيع التابعة لمحافظة أبين، بلغ تعداد سكانها 280 نسمة حسب تعداد اليمن لعام 2004.